# زاپی
زاپی (به لاتین: Zápy) یک منطقهٔ مسکونی در جمهوری چک است که در شهرستان پراگ-شرق واقع شده‌است. زاپی ۸٫۷۶ کیلومتر مربع مساحت و ۸۱۶ نفر جمعیت دارد و ۲۰۱ متر بالاتر از سطح دریا واقع شده‌است.